# Pajang-dong
Pajang-dong (koreanska: 파장동) är en stadsdel i staden Suwon i provinsen Gyeonggi i den nordvästra delen av Sydkorea, 28 km söder om huvudstaden Seoul. Den ligger i stadsdistriktet Jangan-gu.